# Wahlen zum Senat der Vereinigten Staaten 1916
Am 7. November 1916 wurde in den Vereinigten Staaten von Amerika (in Maine bereits am 11. September) ein Drittel der Mitglieder des US-Senats gewählt. Die Wahlen waren Teil der allgemeinen Wahlen zum 65. Kongress der Vereinigten Staaten in jenem Jahr, bei denen auch alle Abgeordneten des Repräsentantenhauses gewählt wurden. Gleichzeitig fand auch die Präsidentschaftswahl des Jahres 1916 statt, bei der der Demokrat Woodrow Wilson wiedergewählt wurde.
Seit der Verabschiedung des 17. Zusatzartikel zur Verfassung der Vereinigten Staaten im Jahr 1913 werden alle US-Senatoren in ihrem jeweiligen Bundesstaat direkt vom Volk ihres Staates gewählt. Dabei stellt jeder Bundesstaat 2 Senatoren. Nach der Verfassung der Vereinigten Staaten werden US-Senatoren auf sechs Jahre gewählt. Allerdings werden nie alle Senatsmitglieder gleichzeitig gewählt. Die Wahl folgt einem Schema, wonach alle zwei Jahre ein Drittel der Senatoren zeitgleich mit den Wahlen zum US-Repräsentantenhaus gewählt werden. Zu diesem Zweck ist der Senat in drei Klassen eingeteilt, die das Wahljahr der Senatoren bestimmen. Im Jahr 1916 standen die Senatoren der Klasse I zur Wahl. Zu diesem Zeitpunkt bestanden die Vereinigten Staaten aus 48 Bundesstaaten. Daraus ergibt sich die Zahl von insgesamt 96 Senatoren, von denen ein Drittel zur Wahl standen.

## Senatszusammensetzung nach der Wahl
- Demokratische Partei: 54 (56) Sitze
- Republikanische Partei: 42 (40) Sitze

Gesamt: 96
Dabei errangen die Republikaner sieben Sitze von den Demokraten, während umgekehrt die Demokraten den Republikanern fünf Sitze abnahmen. Das führte zu einem Nettogewinn von zwei Stimmen für die Republikaner.
In Klammern sind die Ergebnisse der letzten Wahlen vom 3. November 1914. Veränderungen im Verlauf der Legislaturperiode, die nicht die Wahlen an sich betreffen, sind bei diesen Zahlen nicht berücksichtigt. Werden aber im Artikel über den 65. Kongress im Abschnitt über die Senatsmitglieder bei den entsprechenden Namen der Senatoren vermerkt.
Zu Veränderungen nach der Wahl siehe auch Liste der Mitglieder des Senats im 65. Kongress der Vereinigten Staaten.